# Constantin Dăscălescu

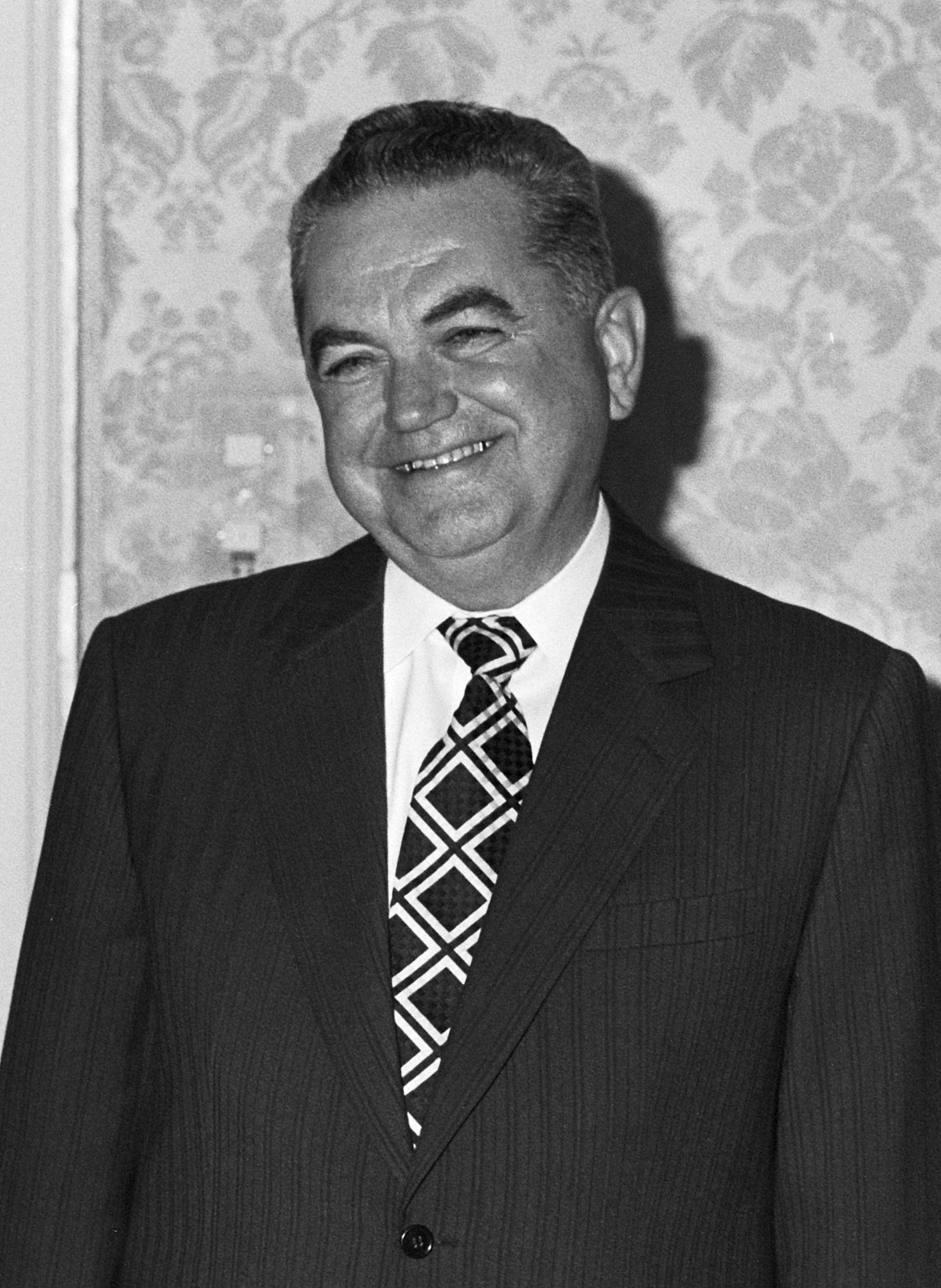
Constantin Dăscălescu, 1983

Constantin Dăscălescu (* 2. Juli 1923 in Breaza, Kreis Prahova; † 15. Mai 2003 in Bukarest) war ein rumänischer Politiker.

## Biografie

### Laufbahn in der PCR
Dăscălescu, der aus einer Arbeiterfamilie stammte, studierte zunächst an der Akademie für Wirtschaftsstudien in Bukarest und war anschließend nach seinem Eintritt in die Rumänische Kommunistische Partei (rumänisch Partidul Comunist Român, PCR) von 1945 bis 1947 bei dem Erdölunternehmen Astra Româna tätig. Nach einem weiteren Studium an der Schule der PCR in Ploiești war er im Anschluss von 1952 bis 1956 selbst Direktor der Parteischule in Ploiești sowie Mitglied des Zentralkomitees (ZK) der Partidul Muncitoresc Român (PMR). Danach war er zuerst Organisationssekretär der PCR in Ploiești. Nach einem Studium an der Parteihochschule der KPdSU in Moskau von 1959 bis 1962 war er bis 1965 Sekretär für Organisation der PCR in Galați.
1965 erfolgte seine Ernennung zum Ersten Sekretär und Organisationssekretär der PCR im Kreis Galați; diese Funktion nahm er bis 1974 wahr. Zugleich wurde er 1965 zum Deputierten der Großen Nationalversammlung (rumänisch Marea Adunare Națională) und zum Mitglied des ZK der PCR gewählt. Als solcher gewann er 1969 die Aufmerksamkeit des PCR-Generalsekretärs Nicolae Ceaușescu, als er den früheren PCR-Generalsekretär Gheorghe Apostol in einer Rede stark kritisierte.
In der Folgezeit nahm er innerhalb der Staats- und Parteiführung zunehmend wichtigere Positionen ein und war von 1972 bis 1975 Mitglied des Staatsrates. 1974 wurde er zunächst Leiter der Organisationsabteilung des ZK und dann von Juni 1976 bis Mai 1978 Sekretär des ZK. Zugleich war er von 1976 bis 1978 Präsident der Union der Landwirtschaftlichen Produktionsgenossenschaften (Uniunii Cooperativelor Agricole de Producție) und dann von 1978 bis 1982 Präsident des Rates für wirtschaftliche und soziale Organisation (rumänisch Consiliului Organizării economico-sociale). Als enger Vertrauter Ceaușescus erfolgte im März 1978 seine Wahl zum Mitglied des Politischen Exekutivkomitees sowie im November 1979 zum Mitglied des Ständigen Büros des Politischen Exekutivkomitees und somit zum Mitglied des engsten Führungskreises der PCR.

### Ministerpräsident und Sturz 1989
Am 21. Mai 1982 wurde er schließlich als Nachfolger von Ilie Verdeț Ministerpräsident der Sozialistischen Republik Rumänien. Dieses Amt bekleidete er bis zu seinem Sturz während der Rumänischen Revolution am 22. Dezember 1989. Zeitgleich war er Erster Vizepräsident des Obersten Rates für wirtschaftliche und soziale Entwicklung (rumänisch Consiliului Suprem pentru Dezvoltarea Economică și Socială). In den letzten Monaten der Herrschaft der Kommunistischen Partei wurde er von Ceaușescu nach Timișoara entsandt, um die dort begonnene Revolution zu beenden. Dabei lehnte er zunächst alle Gesprächskontakte mit den Revolutionären ab, traf sich später jedoch mit Vertretern der Revolution. Während der Verhandlungen kam es durch seine Anweisung zur Freilassung von 150 Personen, die zuvor vom Geheimdienst Securitate verhaftet worden waren. Dennoch gelang es Dăscălescu nicht, die Revolte zu beenden.
Nach seinem Sturz wurde er verhaftet und wegen Völkermords zusammen mit anderen führenden Politikern des Ceaușescu-Regimes angeklagt. Dabei wurde ihm Beihilfe bei hunderten Todesfällen während der Revolution vorgeworfen. Der Anklagevorwurf wurde später auf Mord beschränkt. 1991 wurde er von einem Gericht zu lebenslanger Freiheitsstrafe verurteilt, 1996 jedoch aus gesundheitlichen Gründen begnadigt.